# Leptoria
Genre
Leptoria est un genre de coraux durs de la famille des Merulinidae (anciennement Meandrinidae).

## Liste d'espèces
Selon World Register of Marine Species (7 juillet 2015) et ITIS (7 juillet 2015), le genre Leptoria comprend les espèces suivantes :
- Leptoria irregularis Veron, 1990
- Leptoria phrygia Ellis & Solander, 1786